# 市场周刊
《市场周刊》是一份位于中国江苏省南京市的大型经济类期刊，该期刊集中发表关于市场经济领域理论研究成果，面向中国国内外公开发行。该刊物的ISSN号为1008-4428。
《市场周刊》创刊于1978年，初名《江苏物资》，2000年，《江苏物资》更名为《市场周刊》。该期刊的办刊宗旨是宣传中国共产党的经济工作方针、政策以及传递市场动态信息等。